# Лей Джейнс

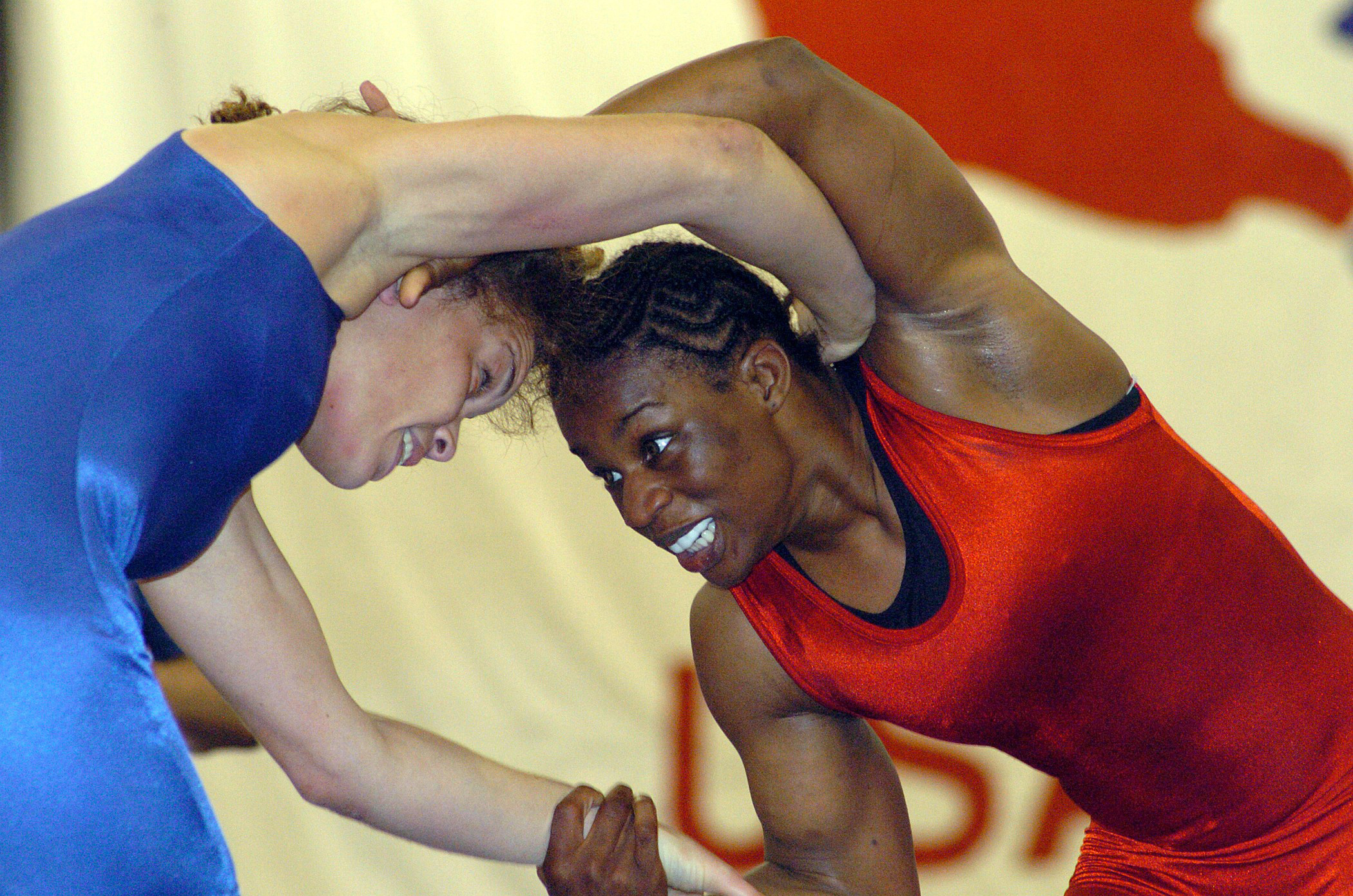
Лей Джейнс (у синьому трико) проти Тіни Джордж на чемпіонаті США у Лас-Вегасі 20 червня 2006 року.

Лей Джейнс-Провізор (англ. Leigh Jaynes-Provisor; нар. 12 січня 1980) — американська борчиня вільного стилю, бронзова призерка чемпіонату світу, бронзова призерка Панамериканського чемпіонату, срібна призерка Кубку світу.

## Життєпис
Боротьбою почала займатися з 1998 року в регіональній середній школі в містечку Маунт-Голлі, штат Нью-Джерсі.
Виступала за борцівський клуб Армії США. Тренер — Шон Льюїс.
Чоловіком Лей Джейнс є американський борець греко-римського і вільного стилів Бен Провізор. Він дворазовий Панамериканський чемпіон (по одному разу у вільній і греко-римській боротьбі), призер Панамериканських ігор, учасник двох Олімпіад.

## Спортивні результати на міжнародних змаганнях

### Виступи на Чемпіонатах світу
| Змагання                        | Збірна | Вагова категорія          | Місце  |
| ------------------------------- | ------ | ------------------------- | ------ |
| Чемпіонат світу з боротьби 2007 | США    | жіноча боротьба, до 59 кг | 12     |
| Чемпіонат світу з боротьби 2012 | США    | жіноча боротьба, до 59 кг | 10     |
| Чемпіонат світу з боротьби 2015 | США    | жіноча боротьба, до 60 кг | Бронза |

### Виступи на Панамериканських чемпіонатах
| Змагання                                   | Збірна | Вагова категорія          | Місце  |
| ------------------------------------------ | ------ | ------------------------- | ------ |
| Панамериканський чемпіонат з боротьби 2016 | США    | жіноча боротьба, до 60 кг | Бронза |

### Виступи на Кубках світу
| Змагання                    | Збірна | Вагова категорія          | Місце  |
| --------------------------- | ------ | ------------------------- | ------ |
| Кубок світу з боротьби 2009 | США    | жіноча боротьба, до 55 кг | 4      |
| Кубок світу з боротьби 2012 | США    | жіноча боротьба, до 59 кг | Срібло |

### Виступи на інших змаганнях
| Змагання                                                  | Збірна | Вагова категорія          | Місце  |
| --------------------------------------------------------- | ------ | ------------------------- | ------ |
| Міжнародний меморіал Дейва Шульца 2005                    | США    | жіноча боротьба, до 59 кг | 5      |
| Міжнародний меморіал Дейва Шульца 2007                    | США    | жіноча боротьба, до 59 кг | Бронза |
| Klippan Lady Open 2007                                    | США    | жіноча боротьба, до 59 кг | 7      |
| Міжнародний меморіал Дейва Шульца 2009                    | США    | жіноча боротьба, до 55 кг | Срібло |
| Klippan Lady Open 2010                                    | США    | жіноча боротьба, до 59 кг | Бронза |
| Золотий Гран-прі з боротьби 2010 (Кліппан )               | США    | жіноча боротьба, до 59 кг | Бронза |
| Відкритий чемпіонат Польщі з боротьби 2011                | США    | жіноча боротьба, до 59 кг | 5      |
| Відкритий міжнародний турнір «Sunkist Kids» 2011          | США    | жіноча боротьба, до 55 кг | Бронза |
| Міжнародний турнір Ньюйоркського атлетичного клубу 2011   | США    | жіноча боротьба, до 55 кг | Бронза |
| Золотий Гран-прі з боротьби 2012 (Кліппан )               | США    | жіноча боротьба, до 59 кг | 7      |
| Чемпіонат світу з боротьби серед військовослужбовців 2014 | США    | жіноча боротьба, до 63 кг | 6      |
| Міжнародний меморіал Дейва Шульца 2015                    | США    | жіноча боротьба, до 60 кг | Золото |